# Geolyces jocata
Geolyces jocata là một loài bướm đêm trong họ Geometridae.